# Nội các Kishida lần 2
Nội các Kishida lần 2 được thành lập vào ngày 10 tháng 11 năm 2021 của Thủ tướng Kishida Fumio. Chính phủ là một liên minh giữa Đảng Dân chủ Tự do và Đảng Công Minh và kiểm soát cả Tham Nghị viện và Chúng Nghị viện của Quốc hội Nhật Bản sau cuôc Tổng tuyển cử năm 2021. Nhìn chung, nội các không thay đổi gì với Nội các lần trước thành lập chỉ 37 ngày trước, chỉ khác ở Bộ trưởng Ngoại giao hiện đã thay bằng Hayashi Yoshimasa.

## Nội các
| Chức danh | Đương nhiệm        | Chân dung | Vị trí                                                             | Các vấn đề đặc biệt | Nhiệm kỳ                    |
| --- | ------------------ | --------- | ------------------------------------------------------------------ | --- | --------------------------- |
| Thủ tướng | Kishida Fumio      |           | Thành viên Chúng Nghị viện Đảng Dân chủ Tự do (phái Kishida)       | | Chủ tịch Đảng Dân chủ Tự do |
| Bộ trưởng Nội vụ và Truyền thông | Kaneko Yasushi     |           | Thành viên Chúng Nghị viện Đảng Dân chủ Tự do (phái Kishida)       | | Lần đầu tiên làm bộ trưởng  |
| Bộ trưởng Tư pháp | Furukawa Yoshihisa |           | Thành viên Chúng Nghị viện Đảng Dân chủ Tự do (không phái)         | | Lần đầu tiên làm bộ trưởng  |
| Bộ trưởng Ngoại giao | Hayashi Yoshimasa  |           | Thành viên Chúng Nghị viện Đảng Dân chủ Tự do (phái Kishida)       | | Tiếp tục giữ chức           |
| Bộ trưởng Tài chính Bộ trưởng Nội các Đặc trách (Dịch vụ Tài chính) | Suzuki Shunichi    |           | Thành viên Chúng Nghị viện Đảng Dân chủ Tự do (phái Asō)           | Phụ trách khắc phục tình trạng giảm phát | Trở lại làm Bộ trưởng       |
| Bộ trưởng Giáo dục, Văn hóa, Thể thao, Khoa học và Công nghệ | Suematsu Shinsuke  |           | Thành viên Tham Nghị viện Đảng Dân chủ Tự do (phái Hosoda)         | Phụ trách cải cách giáo dục | Lần đầu tiên làm bộ trưởng  |
| Bộ trưởng Y tế, Lao động và Phúc lợi | Gotō Shigeyuki     |           | Thành viên Chúng Nghị viện Đảng Dân chủ Tự do (không phái)         | | Lần đầu tiên làm bộ trưởng  |
| Bộ trưởng Nông nghiệp, Lâm nghiệp và Thủy sản | Kaneko Genjirō     |           | Thành viên Tham Nghị viện Đảng Dân chủ Tự do (phái Kishida)        | | Lần đầu tiên làm bộ trưởng  |
| Bộ trưởng Kinh tế, Thương mại và Công nghệp Bộ trưởng Nội các Đặc trách (Bộ trưởng phụ trách ứng phó với tác động kinh tế do tai nạn hạt nhân gây ra, Bộ trưởng Nhà nước về hỗ trợ bồi thường và giảm hoạt động Hạt nhân) | Hagiuda Kōichi     |           | Thành viên Chúng Nghị viện Đảng Dân chủ Tự do (phái Hosoda)        | Phụ trách năng lực cạnh tranh công nghiệp Hợp tác kinh tế Nga Hỗ trợ thiệt hại kinh tế hạt nhân                                                              | Đổi chức vụ                 |
| Bộ trưởng Đất đai, Cơ sở hạ tầng, Giao thông và Du lịch | Saitō Tetsuo       |           | Thành viên Chúng Nghị viện Đảng Công minh                          | Phụ trách chính sách chu trình nước | Trở lại làm Bộ trưởng       |
| Bộ trưởng Môi trường Bộ trưởng Nội các Đặc trách (Phòng chống tai nạn hạt nhân) | Yamaguchi Tsuyoshi |           | Thành viên Chúng Nghị viện Đảng Dân chủ Tự do (phái Nikai)         | | Lần đầu tiên làm bộ trưởng  |
| Bộ trưởng Quốc phòng | Kishi Nobuo        |           | Thành viên Chúng Nghị viện Đảng Dân chủ Tự do (phái Hosoda)        | | Tiếp tục giữ chức           |
| Chánh Văn phòng Nội các | Matsuno Hirokazu   |           | Thành viên Chúng Nghị viện Đảng Dân chủ Tự do (phái Hosoda)        | Bộ trưởng phụ trách giảm thiểu tác động của Quân đội Hoa Kỳ tại Okinawa Bộ trưởng phụ trách vấn đề bắt cóc                                                   | Trở lại làm Bộ trưởng       |
| Bộ trưởng Kĩ thuật số (Digital) Bộ trưởng Nội các Đặc trách (Cải cách hành chính) | Makishima Karen    |           | Thành viên Chúng Nghị viện Đảng Dân chủ Tự do (phái Asō)           | Phụ trách cải cách hành chính | Lần đầu tiên làm bộ trưởng  |
| Bộ trưởng Tái thiết Bộ trưởng Nội các Đặc trách (Vấn đề Okinawa và lãnh thổ phía Bắc) | Nishime Kōsaburō   |           | Thành viên Chúng Nghị viện Đảng Dân chủ Tự do (phái Takeshita)     | Phụ trách phục hồi sau vụ tai nạn hạt nhân tại Fukushima | Lần đầu tiên làm bộ trưởng  |
| Chủ tịch Ủy ban An toàn Công cộng Quốc gia Bộ trưởng Nội các Đặc trách (Phòng chống thiên tai) (Chính sách Đại dương) | Ninoyu Satoshi     |           | Thành viên Chúng Nghị viện Đảng Dân chủ Tự do (Cựu phái Takeshita) | Phụ trách khả năng phục hồi quốc gia Phụ trách các vấn đề lãnh thổ Phụ trách hệ thống công vụ quốc gia                                                       | Lần đầu tiên làm bộ trưởng  |
| Bộ trưởng Nội các Đặc trách (Khắc phục tình trạng suy giảm dân số và tạo sức sống cho nền kinh tế địa phương ở Nhật Bản) (Các biện pháp chống giảm tỷ lệ sinh) (Bình đẳng Giới)                                           | Noda Seiko         |           | Thành viên Chúng Nghị viện Đảng Dân chủ Tự do (không phái)         | Phụ trách sự thành công của phụ nữ Phụ trách chính sách trẻ em Phụ trách các biện pháp chống lại sự cô đơn và cô lập                                         | Trở lại làm Bộ trưởng       |
| Bộ trưởng Nội các Đặc trách (Chính sách Kinh tế và Tài khóa) | Yamagiwa Daishirō  |           | Thành viên Chúng Nghị viện Đảng Dân chủ Tự do (phái Asō)           | Phụ trách phục hồi kinh tế Phí tư bản mới Các biện pháp đối phó mới với Corona/Quản lý khủng hoảng sức khỏe Phụ trách cải cách an sinh xã hội cho mọi thế hệ | Lần đầu tiên làm bộ trưởng  |
| Bộ trưởng Nội các Đặc trách (Chính sách Khoa học và Công nghệ) (Chính sách không gian) | Kobayashi Takayuki |           | Thành viên Tham Nghị viện Đảng Dân chủ Tự do (phái Nikai)          | Phụ trách an ninh kinh tế | Lần đầu tiên làm bộ trưởng  |
| Bộ trưởng Quốc vụ (Vấn đề thất nghiệp) | Horiuchi Shōko     |           | Thành viên Chúng Nghị viện Đảng Dân chủ Tự do (phái Kishida)       | Phụ trách Thế vận hội Olympic Tokyo Phụ trách Thế vận hội Paralympic Tokyo Phụ trách khuyến mãi tiêm chủng                                                   | Lần đầu tiên làm bộ trưởng  |
| Bộ trưởng Nội các Đặc trách (Vấn đề Người tiêu dùng và An toàn Thực phẩm) (Chiến lược "Cool Japan") (Chiến lược Sở hữu Trí tuệ )                                                                                          | Wakamiya Kenji     |           | Thành viên Chúng Nghị viện Đảng Dân chủ Tự do (cựu phái Takeshita) | Phụ trách triển lãm quốc tế Phụ trách Xã hội cộng sinh Phụ trách thị trấn/người/sáng tạo công việc                                                           | Lần đầu tiên làm bộ trưởng  |